# Asamblea Nacional de Sudán
La Asamblea Nacional (en árabe: المجلس الوطني السوداني, Al-Maǧlis al-Waṭaniy) es la cámara baja de la Legislatura Nacional de Sudán. La Legislatura fue unicameral hasta 2005. La cámara alta es el Consejo de Estados (Majlis Welayat).
La Asamblea Nacional se disolvió el 11 de abril de 2019 tras un golpe militar que derrocó al presidente de Sudán, Omar al-Bashir, y al gobernante Partido del Congreso Nacional de la Asamblea.
Como parte de la transición sudanesa a la democracia de 2019, se formará un Consejo Legislativo de Transición que funcionará como la legislatura de Sudán hasta las elecciones programadas para 2023.

## Presidentes
| Cargos                                    | Nombre                       | Inicio               | Final                | Notas               |
| ----------------------------------------- | ---------------------------- | -------------------- | -------------------- | ------------------- |
| Presidente de la Asamblea                 | Muhammad Salih Shingitti     | 1948                 | 1953                 | [ 3 ]               |
| Presidente del Senado                     | Ahmed Mohamed Yassin         | 1954                 | 1956                 | [ 4 ]               |
| Presidente del Senado                     | Mohammed El Hassan Diab      | 1956                 | 1957                 | [ 5 ]               |
| Presidente de la Cámara de Representantes | Babiker Awadalla             | 1954                 | 1957                 | [ 3 ]               |
| Presidente de la Cámara de Representantes | Muhammad Salih Shingitti     | 1957                 | Noviembre de 1958    | [ 3 ] [ 6 ]         |
| Presidente del Senado                     | Amin al-Sayed                | 1957                 | Noviembre de 1958    | [ 3 ] [ 6 ]         |
| Presidente del Consejo Central            | Awad Abdel Rahman Sghir      | 1962                 | 1964                 | [ 3 ]               |
| Jefe, primera asamblea constituyente      | Mubarak Fadel Shaddad        | 1965                 | 1965                 | [ 3 ]               |
| Jefe, segunda asamblea constituyente      | Mubarak Fadel Shaddad        | 1968                 | 1969                 | [ 3 ]               |
| Jefe, Asamblea Popular                    | Alnadhir Dafeallah           | 1972                 | 1973                 | [ 3 ]               |
| Jefe, Asamblea Popular                    | Rashid Bakr                  | 1974                 | 1976                 | [ 3 ] [ 7 ]         |
| Jefe, Asamblea Popular                    | Abu al-Qasim Hashim          | 1976                 | 1980                 | [ 3 ]               |
| Jefe, Asamblea Popular                    | Rashid Bakr                  | 1980                 | 1981                 | [ 3 ] [ 7 ]         |
| Jefe, quinta Asamblea Popular             | Izz al-Din al-Sayed Mohammed | 1982                 | 1985                 | [ 3 ]               |
| Jefe, asamblea constituyente              | Mohamed Ibrahim Khalil       | 1986                 | 1988                 | [ 3 ] [ 6 ]         |
| Jefe, asamblea constituyente              | Mohamed Yousef Mohamed       | 1988                 | 1989                 | [ 3 ] [ 6 ]         |
| Jefe, asamblea constituyente              | Farouk Ali Al-Barir          | 12 de abril de 1989  | 30 de junio de 1989  | [ 3 ] [ 6 ]         |
| Jefe, Consejo Nacional de Transición      | Mohamed Al-Amin Khalifa      | 1992                 | 1996                 | [ 3 ]               |
| Presidente de la Asamblea Nacional        | Hassan al-Turabi             | 1996                 | Diciembre de 1999    | [ 3 ] [ 8 ]         |
| Disuelto                                  |                              | Diciembre de 1999    | Diciembre de 2000    | [ 9 ]               |
| Presidente de la Asamblea Nacional        | Ahmed Ibrahim al-Tahir       | 2001                 | 31 de agosto de 2005 | [ 3 ] [ 10 ] [ 11 ] |
| Presidente de la Asamblea Nacional        | Ahmed Ibrahim al-Tahir       | 31 de agosto de 2005 | Noviembre de 2013    | [ 12 ]              |
| Presidente de la Asamblea Nacional        | Fatih Ezzedine al-Mansur     | Noviembre de 2013    | 1 de junio de 2015   | [ 13 ] [ 14 ]       |
| Presidente de la Asamblea Nacional        | Ibrahim Ahmed Omer Ahmed     | 1 de junio de 2015   | 11 de abril de 2019  | [ 15 ]              |

## Sede
La sede de la Asamblea Nacional es Omdurmán, inmediatamente al noroeste de la capital del país, Jartum. El edificio fue diseñado al estilo de la arquitectura brutalista por el arquitecto rumano Cezar Lăzărescu y se completó en 1978. Está ubicado a orillas del Nilo Blanco en la confluencia con el Nilo Azul cerca del antiguo puente de Omdurmán.